# История на Юридическия факултет на Белградския университет

### Обособяване (до 1941 г.)
Корените на сръбските юридическа мисъл и образование трябва да се търсят в XIII в. Заслуга за това има братът Стефан Първовенчани – Растко Неманич, който е провъзгласен по-късно за светец под името Св. Сава. Той е създател не само на църковната независимост чрез формирането на Автокефалната сръбска църква през 1219 г., но и на сръбските училище, книжовност, здравеопазване и юридическа наука.
Когато в Англия през 1215 г. крал Джон издава на латински език прочутата Magna Carta Libertatum, в Сърбия Св. Сава редактира и обявява на народен език Номоканона - сборник с църковни правила, познат по-късно като Светославска Кормчая. Този сборник освен в България започва да се прилага и в Русия, откъдето идва и това название. Заедно с Душановия законник от 1349 г., написан на народен език, се полагат основите на сръбската юридическа култура. Дори и по времето на османското владичество, което настъпва в средата на XV в., сръбското право е съществувало в практиката на СПЦ, която и днес го спазва като свой официален кодекс.
След освобождението от османска власт в началото на XIX в. настъпва разцвет на сръбската юридическа наука и образование. По това време наред с борбата за национално освобождение и в хода на Първото сръбско въстание от 1804 г. в Белград, през 1808 г. е основана Висшата школа, което е съчетание от средно и висше училище, предшестващо създаването на университет. Обучението е с продължителност 3 години и заедно с общообразователните предмети се изучава държавно (уставно) право, международно право, наказателно право и съдебни процедури.
Следващата стъпка в развитието на образователната система е направена с откриването на Лицея през 1838 г. в тогавашната столица Крагуевац в Сръбската църква. В рамките на тази Висша школа с обща насока от 1839 г. се отделя Юридическият факултет.

### 1841 – 1863 г.
През 1841 г. Белград става столица на Сърбия и същата година Лицеят се премества от Крагуевац в нея. Преместването в новата столица се отбелязва като начало за основаването на Белградския юридически факултет. Тогава Лицеят има две направления: философско и юридическо. Преди записването за следване в ЮФ, което трае първо 1 година, от 1843 г. – 2 години, а от 1849 г. – 3 години, най-напред може да се завърши философският филиал за 2 години, така че обучението по право трае общо 5 години. Обучението се води на сръбски език, а първите професори са били от Войводина. Между тях е познатият сръбски книжовник, комедиограф и адвокат Йован Стерия Попович (1806-1856), който е преподавал два предмета – природно (естествено) право и съдебни процедури при граждански процеси. От 1853 г. следването по право се отделя от следването на философия.

### 1863 – 1905 г.
През 1863 г. Лицеят прераства във Висше училище, което поставя основите на Белградския университет. В него се поместват философският, юридическият и техническият факултет. От хубавата, но малка сграда на двореца на княгиня Любица, Висшето училище се премества в най-представителната сграда в Белград, която завещава на своето отечество капитан Миша Анастасиевич. Днес там се намира ректоратът на Белградския университет. Обучението по право оттогава трае 4 години, в рамките на които се изучават 21 предмета.

### Сменяне на сградите (1905 – 1941)
Със Закон за Университета от 27 януари 1905 г. тогавашното Висше училище прераства в Белградски университет. Покрай философския, юридическия и техническия факултет се предвижда и откриване на медицински и богословски факултет. С оглед ограниченото пространство в Капитан Мишиновата сграда, богатата вече библиотека се премества бързо в самостоятелна сграда на „Обиличев венец“, а една част от професорите получават свои кабинети в сградата на Народната библиотека на „Кошанчичев венец“.
Когато през 30-те години на XIX в. е завършена сградата на Техническия факултет на булевард „Крал Александър“, Юридическият Факултет се премества в дотогавашната сграда на Техническия факултет (ТФ) на „Студентски площад“ № 2, където днес се намира Философският факултет. Днешната сграда на ЮФ, чието отделяне започва още през 1937 г. по проект на декана на ТФ проф. Петър Баялович, е завършена и открита през есента на 1940 г. в навечерието на Втората световна война. Тук е преместена и библиотеката на ЮФ, която по това време притежава книжен фонд от 36 000 тома и представлява най-голямата юридическа библиотека на Балканския полуостров.
Обучението по право трае 4 години и обхваща 19 задължителни предмета, а за студентите, изповядващи исляма като допълнителен предмет е въведен шериатско право. Със Закон за Юридическия факултет от 1938 г. е предвидена еднаква образователна програма за трите факултета в Кралство Югославия, които се намират в Белград, Загреб и Любляна. Предвиждат се 20 предмета с уговорка само в ЮФ в Белград при същите условия, както и по-рано да се изучава шериатско право.
От създаването на Университета до Първата световна война, в ЮФ следват няколкостотин студенти, а обучението се води от десетина преподаватели. Първата жена, която се е дипломирала в ЮФ, е записана през 1910 г. и завършва в 1914 г. В периода между двете войни Факултетът преживява пълен разцвет, превръща се в модерно юридическо европейско училище, добива висок международен авторитет и значително се увеличава. Така в навечерието на Втората световна война в него се учат повече от 4000 студенти, от които 1000 жени, а преподаването се води от десетина професори с голям международен авторитет, защото те са учили в чужбина.

### Временно преустановяване на дейността (1941 – 1945)
Така преместената сграда на ЮФ е разрушена от априлските бомбардировки над Белград през 1941 г. и занятията са преустановени. В сградата се настаняват немските окупатори насилствено, а библиотеката става недостъпна. Нейният фонд е бил спасен благодарение на намесата на тогавашния професор по финансово право Йован Ловчевич, който е с немски произход. Макар че окупационните власти се опитват да възстановят работата на ЮФ, до това не се стига заради бойкота и протеста на преподавателите и сътрудниците им. Седмина преподаватели през ноември 1941 г. са затворени в Баничкия лагер заради своите либерални и антифашистки убеждения и това са: Джордже Тасич, Михайло Илич, Джура Попович, Борислав Владоевич, Любомир Дуканац, Йован Джорджевич и асистентът Драган Денкович. Двамата, водещи в правната мисъл по това време Джордже Тасич – декан на ЮФ и Михайло Илич – заместник-ректор на Университета, са разстреляни в Банич през 1944 г.